# Yuneisy Duben
Yuneisy Duben (Valencia, Venezuela; 8 de julio de 1996) es una artista marcial mixta venezolana que compite en la división Flyweight de UFC. 

## Primeros años
Nació y creció en Valencia, Venezuela. Inició a temprana edad con el Karate para después trasladarse al Taekwondo y Wushu donde obtuvo el cinturón negro en ambas disciplinas y posteriormente hizo la transición a las artes marciales mixtas.

## Carrera en las artes marciales mixtas

### Inicios
Inició como amateur en Colombia, posteriormente migró a Chile y a Perú donde finalmente se estableció con una beca. Tras cuatro combates dio su salto a profesional.

### 300 Sparta
Dejó un paso invicto y lleno de finalizaciones tras enfrentarse a Mavet Torres, Maria Iparraguirre, Andrea Velasquez, lo que permitió la obtención del título campeonato femenino de su división.

### Dana White's Contender Series
Tras un brillante performance en FFC 74 en el que acabó ganando por TKO a su compatriota Ingrid García, recibió el llamado a participar en el reality y disputar un contrato con la organización.
El 3 de septiembre de 2024, Duben noqueó a su oponente canadiense Shannon Clark, garantizando su contrato en UFC.

## Campeonatos y logros

### Artes marciales mixtas
- Campeonato Femenino Flyweight de la 300 Sparta.
- Contrato con la UFC, victoria en Dana White's Contender Series por vía del KO.

## Récord en artes marciales mixtas[4]
| Resultado  | Récord | Oponente           | Método                | Evento                        | Fecha                   | Ronda | Tiempo | Localización      | Notas                                                        |
| ---------- | ------ | ------------------ | --------------------- | ----------------------------- | ----------------------- | ----- | ------ | ----------------- | ------------------------------------------------------------ |
| Derrota    | 6-1-1  | Carli Judice       | KO (Headkick)         | UFC Vegas 104                 | 15 de marzo de 2025     | 1     | 1:40   | Las Vegas, Nevada | Debut en UFC                                                 |
| Victoria   | 6-0-1  | Shannon Clark      | KO (puñetazos)        | Dana White's Contender Series | 3 de septiembre de 2024 | 1     | 1:13   | Las Vegas, Nevada | Consiguió su contrato con UFC y la bonificación de la noche. |
| Victoria   | 5-0-1  | Ingrid Garcia      | TKO (Corner Stoppage) | FFC 74                        | 18 de abril de 2024     | 1     | 3:58   | Lima, Perú        |                                                              |
| Victoria   | 4-0-1  | Andrea Velasquez   | TKO (Headkick)        | 300 Sparta 34                 | 18 de octubre de 2019   | 1     | 1:07   | Lima, Perú        | Ganó el Campeonato Femenino Flyweight de 300 Sparta.         |
| Victoria   | 3-0-1  | Regina Casana      | TKO (puñetazos)       | Inka FC 31                    | 19 de julio de 2019     | 2     | 3:22   | Lima, Perú        |                                                              |
| Victoria   | 2-0-1  | Mavet Torres       | TKO (puñetazos)       | 300 Sparta 32                 | 15 de agosto de 2009    | 2     | 4:51   | Lima, Perú        |                                                              |
| Victoria   | 1-0-1  | Maria Iparraguirre | Sumisión (Armbar)     | 300 Sparta 31                 | 30 de abril de 2019     | 1     | 1:18   | Lima, Perú        |                                                              |
| No Contest | 0-0-1  | Mavet Torres       | -                     | 300 Sparta 29                 | 1 de febrero de 2019    | 3     | 0:48   | Lima, Perú        |                                                              |